# Sardor Rashidov
Sardor Rashidov (14 de junho de 1991) é um futebolista uzbeque que atua como atacante. Atualmente defende o Lokomotiv Tashkent.

## Carreira
Sardor Rashidov representou a Seleção Usbeque de Futebol na Copa da Ásia de 2015.

## Títulos
Bunyodkor
- Campeonato Uzbeque: 2010, 2011 e 2013
- Copa do Uzbequistão: 2010, 2012 e 2013
- Supercopa do Uzbequistão: 2014